# Filip Havârneanu
Filip Havârneanu (n. 3 decembrie 1994, Iași, România) este un politician român, membru al Camerei Deputaților începând cu data de 21 decembrie 2020 și președinte al filialei muncipale USR Iași din ianuarie 2019...

## Educație
Filip Havârneanu a terminat Facultatea de Litere cu specializarea Franceză-Engleză în cadrul Universității Alexandru Ioan Cuza din Iași în anul 2016. 
În perioada 2016-2018, a urmat un master cu specializarea în studii Francofone în cadrul aceleiași Universități la Facultatea de Litere beneficiind în ultimul an de un an de stagiu Erasmus la Universitatea Sorbona din Paris. 
În prezent se pregătește să finalizeze un Master de Politici Publice și Management Instituțional la Universitatea Alexandru Ioan Cuza din Iași.

## Activitate profesională
Filip Havârneanu a lucrat în perioada 2016-2017 la firma Samdam Europe din Iași ca Brand Manager.
În perioada 2018-2019 a ocupat funcția de Consilier Cabinet Parlamentar – Camera Deputaților.
Din ianuarie 2019 până în prezent a preluat funcția de Președinte Municipiu USR Iași.
Din decembrie 2020 a devenit deputat în Parlamentul României.

## Activitate politică
Filip Havârneanu a fost ales în ianuarie 2019 președinte al filialei municipale USR Iași, funcție pe care o deține și astăzi. 
Pe 21 decembrie 2020, Filip Havârneanu a fost ales deputat USR de Iași. 
Acesta deține în momentul de față funcția de secretar în cadrul Comisiei de Educație și membru în Comisia de Tineret și Sport. 